# Saison 2016-2017 des Clippers de Los Angeles
La saison 2016-2017 des Clippers de Los Angeles est la 47e saison de la franchise en National Basketball Association (NBA) et la 33e saison à Los Angeles.

## Draft
| Tour | Choix | Joueur        | Poste | Nationalité | Provenance                       |
| ---- | ----- | ------------- | ----- | ----------- | -------------------------------- |
| 1    | 25    | Brice Johnson | PF    | États-Unis  | Tar Heels de la Caroline du Nord |
| 2    | 33    | Cheick Diallo | PF/C  | Mali        | Jayhawks du Kansas               |

## Summer League
| Summer League Total: 0-5 |

| Match | Date match | Équipe        | Score        | Meilleur marqueur   | Meilleur rebondeur  | Meilleur passeur    | Lieux        | Série |
| ----- | ---------- | ------------- | ------------ | ------------------- | ------------------- | ------------------- | ------------ | ----- |
| 1     | 2 juillet  | Miami         | D 71-91      | Branden Dawson (14) | Branden Dawson (7)  | David Michineau (3) | Amway Center | 0 - 1 |
| 2     | 3 juillet  | Oklahoma City | D 72-81      | Brice Johnson (23)  | Andrew Andrews (10) | David Michineau (9) | Amway Center | 0 - 2 |
| 3     | 5 juillet  | New York      | D 84-92 (OT) | Brice Johnson (23)  | Royce O'Neale (9)   | David Michineau (7) | Amway Center | 0 - 3 |
| 4     | 7 juillet  | Orlando White | D 69-79      | Brice Johnson (19)  | Brice Johnson (8)   | Alex Hamilton (4)   | Amway Center | 0 - 4 |
| 5     | 8 juillet  | New York      | D 77-106     | Branden Dawson (18) | Johnson, Stone (7)  | Branden Dawson (4)  | Amway Center | 0 - 5 |

## Pré-saison
| Pré-saison Total: 3-3 (Domicile : 2-1 ; Extérieur : 1-2) |

| Match | Date match | Équipe         | Score     | Meilleur marqueur      | Meilleur rebondeur  | Meilleur passeur   | Lieux Spectateurs       | Série |
| ----- | ---------- | -------------- | --------- | ---------------------- | ------------------- | ------------------ | ----------------------- | ----- |
| 1     | 4 octobre  | @ Golden State | D 75-120  | Marreese Speights (14) | Blake Griffin (6)   | Jamal Crawford (4) | Oracle Arena            | 0 - 1 |
| 2     | 5 octobre  | Toronto        | V 104-98  | Blake Griffin (24)     | DeAndre Jordan (10) | Chris Paul (15)    | Staples Center          | 1 - 1 |
| 3     | 10 octobre | Utah           | D 94-96   | Jamal Crawford (16)    | DeAndre Jordan (6)  | Chris Paul (5)     | Staples Center          | 1 - 2 |
| 4     | 13 octobre | Portland       | V 109-108 | Blake Griffin (26)     | DeAndre Jordan (9)  | Chris Paul (10)    | Staples Center          | 2 - 2 |
| 5     | 17 octobre | @ Utah         | D 78-104  | Austin Rivers (15)     | Brandon Bass (10)   | Austin Rivers (4)  | Vivint Smart Home Arena | 2 - 3 |
| 6     | 18 octobre | @ Sacramento   | V 92-89   | J.J. Redick (18)       | DeAndre Jordan (7)  | Chris Paul (8)     | Golden 1 Center         | 3 - 3 |

## Saison régulière
| Saison régulière Total: 51-31 (Domicile : 29-11 ; Extérieur : 22-20) |

| Match | Date match | Équipe     | Score     | Meilleur marqueur  | Meilleur rebondeur   | Meilleur passeur | Lieux Spectateurs | Série |
| ----- | ---------- | ---------- | --------- | ------------------ | -------------------- | ---------------- | ----------------- | ----- |
| 1     | 27 octobre | @ Portland | V 114-106 | Griffin, Paul (27) | Blake Griffin (13)   | Chris Paul (5)   | Moda Center       | 1 - 0 |
| 2     | 30 octobre | Utah       | V 88-75   | Austin Rivers (19) | DeAndre Jordan (16)  | Chris Paul (9)   | Staples Center    | 2 - 0 |
| 3     | 31 octobre | Phoenix    | V 116-98  | Chris Paul (24)    | Griffin, Jordan (11) | Chris Paul (8)   | Staples Center    | 3 - 0 |

| Match | Date match  | Équipe          | Score           | Meilleur marqueur    | Meilleur rebondeur     | Meilleur passeur  | Lieux Spectateurs        | Série  |
| ----- | ----------- | --------------- | --------------- | -------------------- | ---------------------- | ----------------- | ------------------------ | ------ |
| 4     | 2 novembre  | Oklahoma City   | D 83-85         | Chris Paul (15)      | Chris Paul (11)        | Chris Paul (9)    | Staples Center           | 3 - 1  |
| 5     | 4 novembre  | @ Memphis       | V 99-88         | Chris Paul (27)      | DeAndre Jordan (21)    | Chris Paul (11)   | FedExForum               | 4 - 1  |
| 6     | 5 novembre  | @ San Antonio   | V 116-92        | Blake Griffin (28)   | Jordan, Paul (8)       | Chris Paul (10)   | AT&T Center              | 5 - 1  |
| 7     | 7 novembre  | Détroit         | V 114-82        | Chris Paul (24)      | Griffin, Jordan (10)   | Blake Griffin (9) | Staples Center           | 6 - 1  |
| 8     | 9 novembre  | Portland        | V 111-80        | Blake Griffin (22)   | Blake Griffin (13)     | Chris Paul (7)    | Staples Center           | 7 - 1  |
| 9     | 11 novembre | @ Oklahoma City | V 110-108       | Blake Griffin (25)   | DeAndre Jordan (13)    | Chris Paul (10)   | Chesapeake Energy Arena  | 8 - 1  |
| 10    | 12 novembre | @ Minnesota     | V 119-105       | Blake Griffin (20)   | DeAndre Jordan (16)    | Chris Paul (8)    | Target Center            | 9 - 1  |
| 11    | 14 novembre | Brooklyn        | V 127-95        | Chris Paul (21)      | DeAndre Jordan (14)    | Chris Paul (9)    | Staples Center           | 10 - 1 |
| 12    | 16 novembre | Memphis         | D 107-111       | J. J. Redick (29)    | DeAndre Jordan (14)    | Chris Paul (6)    | Staples Center           | 10 - 2 |
| 13    | 18 novembre | @ Sacramento    | V 121-115       | Blake Griffin (29)   | DeAndre Jordan (12)    | Chris Paul (12)   | Golden 1 Center          | 11 - 2 |
| 14    | 19 novembre | Chicago         | V 102-95        | Blake Griffin (26)   | Blake Griffin (13)     | Chris Paul (8)    | Staples Center           | 12 - 2 |
| 15    | 21 novembre | Toronto         | V 123-115       | Griffin, Paul (26)   | DeAndre Jordan (15)    | Chris Paul (12)   | Staples Center           | 13 - 2 |
| 16    | 23 novembre | @ Dallas        | V 124-104       | Austin Rivers (22)   | Marreese Speights (12) | Blake Griffin (7) | American Airlines Center | 14 - 2 |
| 17    | 25 novembre | @ Détroit       | D 97-108        | Griffin, Redick (24) | DeAndre Jordan (9)     | Chris Paul (15)   | Palace of Auburn Hills   | 14 - 3 |
| 18    | 27 novembre | @ Indiana       | D 70-91         | Blake Griffin (16)   | DeAndre Jordan (14)    | Chris Paul (4)    | Bankers Life Fieldhouse  | 14 - 4 |
| 19    | 29 novembre | @ Brooklyn      | D 122-127 (OT2) | Chris Paul (26)      | DeAndre Jordan (23)    | Chris Paul (13)   | Barclays Center          | 14 - 5 |

| Match | Date match   | Équipe          | Score     | Meilleur marqueur     | Meilleur rebondeur     | Meilleur passeur   | Lieux Spectateurs       | Série   |
| ----- | ------------ | --------------- | --------- | --------------------- | ---------------------- | ------------------ | ----------------------- | ------- |
| 20    | 1er décembre | @ Cleveland     | V 113-94  | J. J. Redick (23)     | DeAndre Jordan (15)    | Blake Griffin (11) | Quicken Loans Arena     | 15 - 5  |
| 21    | 2 décembre   | @ New Orleans   | V 114-96  | Blake Griffin (27)    | DeAndre Jordan (13)    | Chris Paul (13)    | Smoothie King Center    | 16 - 5  |
| 22    | 4 décembre   | Indiana         | D 102-111 | Blake Griffin (24)    | Blake Griffin (16)     | Chris Paul (11)    | Staples Center          | 16 - 6  |
| 23    | 7 décembre   | Golden State    | D 98-115  | Jamal Crawford (21)   | DeAndre Jordan (12)    | Chris Paul (5)     | Staples Center          | 16 - 7  |
| 24    | 10 décembre  | New Orleans     | V 133-105 | Jamal Crawford (22)   | Marreese Speights (12) | Chris Paul (20)    | Staples Center          | 17 - 7  |
| 25    | 12 décembre  | Portland        | V 121-120 | Blake Griffin (26)    | Griffin, Jordan (12)   | Chris Paul (14)    | Staples Center          | 18 - 7  |
| 26    | 14 décembre  | @ Orlando       | V 113-108 | Austin Rivers (25)    | DeAndre Jordan (12)    | Chris Paul (10)    | Amway Center            | 19 - 7  |
| 27    | 16 décembre  | @ Miami         | V 102-98  | Blake Griffin (20)    | DeAndre Jordan (19)    | Chris Paul (6)     | American Airlines Arena | 20 - 7  |
| 28    | 18 décembre  | @ Washington    | D 110-117 | Blake Griffin (26)    | DeAndre Jordan (17)    | Chris Paul (12)    | Verizon Center          | 20 - 8  |
| 29    | 20 décembre  | Denver          | V 119-102 | J. J. Redick (27)     | DeAndre Jordan (13)    | Chris Paul (15)    | Staples Center          | 21 - 8  |
| 30    | 22 décembre  | San Antonio     | V 106-101 | Chris Paul (19)       | Jordan, Johnson (9)    | Chris Paul (6)     | Staples Center          | 22 - 8  |
| 31    | 23 décembre  | Dallas          | D 88-90   | Jamal Crawford (26)   | DeAndre Jordan (17)    | Jamal Crawford (6) | Staples Center          | 22 - 9  |
| 32    | 25 décembre  | @ LA Lakers     | D 102-111 | Redick, Crawford (22) | Jordan, Felton (10)    | Jordan, Felton (6) | Staples Center          | 22 - 10 |
| 33    | 26 décembre  | Denver          | D 102-106 | Jamal Crawford (24)   | DeAndre Jordan (11)    | Jamal Crawford (6) | Staples Center          | 22 - 11 |
| 34    | 28 décembre  | @ New Orleans   | D 98-102  | Austin Rivers (22)    | DeAndre Jordan (25)    | Chris Paul (6)     | Smoothie King Center    | 22 - 12 |
| 35    | 30 décembre  | @ Houston       | D 116-140 | Raymond Felton (26)   | DeAndre Jordan (13)    | Raymond Felton (8) | Toyota Center           | 22 - 13 |
| 36    | 31 décembre  | @ Oklahoma City | D 88-114  | Speights, Bass (18)   | DeAndre Jordan (11)    | Jamal Crawford (5) | Chesapeake Energy Arena | 22 - 14 |

| Match | Date match | Équipe         | Score     | Meilleur marqueur      | Meilleur rebondeur     | Meilleur passeur   | Lieux Spectateurs  | Série   |
| ----- | ---------- | -------------- | --------- | ---------------------- | ---------------------- | ------------------ | ------------------ | ------- |
| 37    | 2 janvier  | Phoenix        | V 109-98  | J.J. Redick (22)       | DeAndre Jordan (20)    | Trois joueurs (5)  | Staples Center     | 23 - 14 |
| 38    | 4 janvier  | Memphis        | V 115-106 | Austin Rivers (28)     | DeAndre Jordan (20)    | Austin Rivers (7)  | Staples Center     | 24 - 14 |
| 39    | 6 janvier  | @ Sacramento   | V 106-98  | Austin Rivers (24)     | Marreese Speights (11) | Chris Paul (12)    | Golden 1 Center    | 25 - 14 |
| 40    | 8 janvier  | Miami          | V 98-86   | J.J. Redick (25)       | DeAndre Jordan (18)    | Chris Paul (18)    | Staples Center     | 26 - 14 |
| 41    | 11 janvier | Orlando        | V 105-96  | J.J. Redick (22)       | DeAndre Jordan (20)    | Chris Paul (6)     | Staples Center     | 27 - 14 |
| 42    | 14 janvier | L. A. Lakers   | V 113-97  | DeAndre Jordan (24)    | DeAndre Jordan (21)    | Chris Paul (13)    | Staples Center     | 28 - 14 |
| 43    | 16 janvier | Oklahoma City  | V 120-98  | Marreese Speights (23) | DeAndre Jordan (15)    | Trois joueurs (6)  | Staples Center     | 29 - 14 |
| 44    | 19 janvier | Minnesota      | D 101-104 | DeAndre Jordan (29)    | DeAndre Jordan (16)    | Raymond Felton (8) | Staples Center     | 29 - 15 |
| 45    | 21 janvier | @ Denver       | D 98-123  | Marreese Speights (18) | DeAndre Jordan (13)    | Jamal Crawford (7) | Pepsi Center       | 29 - 16 |
| 46    | 23 janvier | @ Atlanta      | V 115-105 | Austin Rivers (27)     | DeAndre Jordan (12)    | Austin Rivers (6)  | Philips Arena      | 30 - 16 |
| 47    | 24 janvier | @ Philadelphie | D 110-121 | Jamal Crawford (27)    | DeAndre Jordan (20)    | Blake Griffin (5)  | Wells Fargo Center | 30 - 17 |
| 48    | 28 janvier | @ Golden State | D 98-144  | Blake Griffin (20)     | Raymond Felton (7)     | Austin Rivers (6)  | Oracle Arena       | 30 - 18 |

| Match               | Date match  | Équipe         | Score          | Meilleur marqueur      | Meilleur rebondeur  | Meilleur passeur      | Lieux Spectateurs       | Série   |
| ------------------- | ----------- | -------------- | -------------- | ---------------------- | ------------------- | --------------------- | ----------------------- | ------- |
| 49                  | 1er février | @ Phoenix      | V 124-114      | Blake Griffin (29)     | DeAndre Jordan (12) | Griffin, Crawford (5) | Verizon Center          | 31 - 18 |
| 50                  | 2 février   | Golden State   | D 120-133      | Blake Griffin (31)     | Blake Griffin (8)   | Austin Rivers (6)     | Staples Center          | 31 - 19 |
| 51                  | 5 février   | @ Boston       | D 102-107      | Griffin, Crawford (23) | DeAndre Jordan (16) | Crawford, Rivers (5)  | TD Garden               | 31 - 20 |
| 52                  | 6 février   | @ Toronto      | D 109-118      | Blake Griffin (26)     | DeAndre Jordan (12) | Blake Griffin (11)    | Air Canada Centre       | 31 - 21 |
| 53                  | 8 février   | @ New York     | V 119-115      | Blake Griffin (32)     | DeAndre Jordan (15) | Austin Rivers (10)    | Madison Square Garden   | 32 - 21 |
| 54                  | 11 février  | @ Charlotte    | V 107-102      | Jamal Crawford (22)    | DeAndre Jordan (16) | Blake Griffin (8)     | Time Warner Cable Arena | 33 - 21 |
| 55                  | 13 février  | @ Utah         | V 88-72        | Blake Griffin (26)     | DeAndre Jordan (13) | Blake Griffin (6)     | Vivint Smart Home Arena | 34 - 21 |
| 56                  | 15 février  | Atlanta        | V 99-84        | Blake Griffin (17)     | DeAndre Jordan (16) | Blake Griffin (9)     | Staples Center          | 35 - 21 |
| All-Star Break 2017 |             |                |                |                        |                     |                       |                         |         |
| 57                  | 23 février  | @ Golden State | D 113-123      | Crawford, Rivers (19)  | DeAndre Jordan (11) | Blake Griffin (8)     | Oracle Arena            | 35 - 22 |
| 58                  | 24 février  | San Antonio    | D 97-105       | Blake Griffin (29)     | Blake Griffin (9)   | Griffin, Paul (5)     | Staples Center          | 35 - 23 |
| 59                  | 26 février  | Charlotte      | V 124-121 (OT) | Blake Griffin (43)     | DeAndre Jordan (19) | Chris Paul (17)       | Staples Center          | 36 - 23 |

| Match | Date match | Équipe         | Score     | Meilleur marqueur   | Meilleur rebondeur   | Meilleur passeur     | Lieux Spectateurs          | Série   |
| ----- | ---------- | -------------- | --------- | ------------------- | -------------------- | -------------------- | -------------------------- | ------- |
| 60    | 1er mars   | Houston        | D 103-122 | Blake Griffin (17)  | DeAndre Jordan (9)   | Chris Paul (11)      | Staples Center             | 36 - 24 |
| 62    | 3 mars     | @ Milwaukee    | D 101-112 | Griffin, Paul (21)  | DeAndre Jordan (10)  | Blake Griffin (8)    | BMO Harris Bradley Center  | 36 - 25 |
| 63    | 4 mars     | @ Chicago      | V 101-91  | Jamal Crawford (25) | DeAndre Jordan (14)  | Blake Griffin (7)    | United Center              | 37 - 25 |
| 64    | 6 mars     | Boston         | V 116-102 | Blake Griffin (26)  | DeAndre Jordan (12)  | Crawford, Felton (5) | Staples Center             | 38 - 25 |
| 65    | 8 mars     | @ Minnesota    | D 91-107  | DeAndre Jordan (20) | DeAndre Jordan (13)  | Chris Paul (10)      | Target Center              | 38 - 26 |
| 65    | 9 mars     | @ Memphis      | V 114-98  | Austin Rivers (20)  | Blake Griffin (12)   | Blake Griffin (8)    | FedExForum                 | 39 - 26 |
| 66    | 11 mars    | Philadelphie   | V 112-100 | Chris Paul (30)     | DeAndre Jordan (20)  | Chris Paul (7)       | Staples Center             | 40 - 26 |
| 67    | 13 mars    | @ Utah         | D 108-114 | Chris Paul (33)     | Blake Griffin (9)    | Chris Paul (7)       | Vivint Smart Home Arena    | 40 - 27 |
| 68    | 15 mars    | Milwaukee      | D 96-97   | DeAndre Jordan (22) | DeAndre Jordan (17)  | Chris Paul (7)       | Staples Center             | 40 - 28 |
| 69    | 16 mars    | @ Denver       | D 114-129 | J.J. Redick (22)    | Luc Mbah a Moute (6) | Chris Paul (14)      | Pepsi Center               | 40 - 29 |
| 70    | 18 mars    | Cleveland      | V 108-78  | Blake Griffin (23)  | DeAndre Jordan (17)  | Chris Paul (7)       | Staples Center             | 41 - 29 |
| 71    | 20 mars    | New York       | V 114-105 | Blake Griffin (30)  | DeAndre Jordan (10)  | Chris Paul (13)      | Staples Center             | 42 - 29 |
| 72    | 21 mars    | @ L. A. Lakers | V 133-109 | Chris Paul (27)     | DeAndre Jordan (11)  | Blake Griffin (8)    | Staples Center             | 43 - 29 |
| 73    | 23 mars    | @ Dallas       | D 95-97   | Blake Griffin (21)  | DeAndre Jordan (18)  | Chris Paul (6)       | American Airlines Center   | 43 - 30 |
| 74    | 25 mars    | Utah           | V 108-95  | Jamal Crawford (28) | DeAndre Jordan (15)  | Chris Paul (5)       | Staples Center             | 44 - 30 |
| 75    | 26 mars    | Sacramento     | D 97-98   | DeAndre Jordan (20) | DeAndre Jordan (11)  | Chris Paul (9)       | Staples Center             | 44 - 31 |
| 76    | 29 mars    | Washington     | V 133-124 | J.J. Redick (31)    | DeAndre Jordan (18)  | Chris Paul (13)      | Staples Center             | 45 - 31 |
| 77    | 30 mars    | @ Phoenix      | V 124-118 | Blake Griffin (31)  | DeAndre Jordan (17)  | Chris Paul (10)      | Talking Stick Resort Arena | 46 - 31 |

| Match | Date match | Équipe        | Score     | Meilleur marqueur   | Meilleur rebondeur  | Meilleur passeur | Lieux Spectateurs | Série   |
| ----- | ---------- | ------------- | --------- | ------------------- | ------------------- | ---------------- | ----------------- | ------- |
| 78    | 1er avril  | L. A. Lakers  | V 115-104 | Blake Griffin (36)  | DeAndre Jordan (12) | Chris Paul (11)  | Staples Center    | 47 - 31 |
| 79    | 5 avril    | Dallas        | V 112-101 | Blake Griffin (32)  | DeAndre Jordan (20) | Chris Paul (11)  | Staples Center    | 48 - 31 |
| 80    | 8 avril    | @ San Antonio | V 98-87   | Chris Paul (19)     | DeAndre Jordan (17) | Chris Paul (8)   | AT&T Center       | 49 - 31 |
| 81    | 10 avril   | Houston       | V 125-96  | Paul, Crawford (19) | DeAndre Jordan (11) | Chris Paul (9)   | Staples Center    | 50 - 31 |
| 82    | 12 avril   | Sacramento    | V 115-95  | Jordan, Redick (18) | DeAndre Jordan (17) | Chris Paul (9)   | Staples Center    | 51 - 31 |

## Playoffs
| Playoffs Total: 3-4 (Domicile : 1-3 ; Extérieur : 2-1) |

| Match | Date match | Équipe | Score     | Meilleur marqueur   | Meilleur rebondeur  | Meilleur passeur | Lieux Spectateurs       | Série |
| ----- | ---------- | ------ | --------- | ------------------- | ------------------- | ---------------- | ----------------------- | ----- |
| 1     | 15 avril   | Utah   | D 95-97   | Blake Griffin (26)  | DeAndre Jordan (15) | Chris Paul (11)  | Staples Center          | 0 - 1 |
| 2     | 18 avril   | Utah   | V 99-91   | Blake Griffin (24)  | DeAndre Jordan (15) | Chris Paul (10)  | Staples Center          | 1 - 1 |
| 3     | 21 avril   | @ Utah | V 111-106 | Chris Paul (34)     | DeAndre Jordan (13) | Chris Paul (10)  | Vivint Smart Home Arena | 2 - 1 |
| 4     | 23 avril   | @ Utah | D 98-105  | Chris Paul (27)     | DeAndre Jordan (10) | Chris Paul (12)  | Vivint Smart Home Arena | 2 - 2 |
| 5     | 25 avril   | Utah   | D 92-96   | Chris Paul (28)     | DeAndre Jordan (12) | Chris Paul (9)   | Staples Center          | 2 - 3 |
| 6     | 28 avril   | @ Utah | V 98-93   | Chris Paul (29)     | DeAndre Jordan (18) | Chris Paul (8)   | Vivint Smart Home Arena | 3 - 3 |
| 7     | 30 avril   | Utah   | D 91-104  | DeAndre Jordan (24) | DeAndre Jordan (17) | Chris Paul (9)   | Staples Center          | 3 - 4 |

## Confrontations
| Conférence Est      | Conférence Est                               | Conférence Est                               | Conférence Ouest                             | Conférence Ouest                             | Conférence Ouest                             | Conférence Ouest                             | Conférence Ouest                             |
| Division Atlantique | Division Atlantique                          | Division Atlantique                          | Division Nord-Ouest                          | Division Nord-Ouest                          | Division Nord-Ouest                          | Division Nord-Ouest                          | Division Nord-Ouest                          |
| Équipe              | Domicile                                     | Extérieur                                    | Équipe                                       | Domicile                                     | Domicile                                     | Extérieur                                    | Extérieur                                    |
| ------------------- | -------------------------------------------- | -------------------------------------------- | -------------------------------------------- | -------------------------------------------- | -------------------------------------------- | -------------------------------------------- | -------------------------------------------- |
| Boston              | 116-102                                      | 102-107                                      | Denver                                       | 119-102                                      | 102-106                                      | 98-123                                       | 114-129                                      |
| Brooklyn            | 127-95                                       | 122-127 (2OT)                                | Minnesota                                    | 101-104                                      |                                              | 119-105                                      | 91-107                                       |
| New York            | 114-105                                      | 119-115                                      | Oklahoma City                                | 83-85                                        | 120-98                                       | 110-108                                      | 88-114                                       |
| Philadelphie        | 112-100                                      | 110-121                                      | Portland                                     | 111-80                                       | 121-120                                      | 114-106                                      |                                              |
| Toronto             | 123-115                                      | 109-118                                      | Utah                                         | 88-75                                        | 108-95                                       | 88-72                                        | 108-114                                      |
|                     | 5–0                                          | 1–4                                          |                                              | 6–3                                          | 6–3                                          | 4–5                                          | 4–5                                          |
| Division            | 6–4                                          | 6–4                                          | Division                                     | 10–8                                         | 10–8                                         | 10–8                                         | 10–8                                         |
| Division Centrale   | Division Centrale                            | Division Centrale                            | Division Pacifique                           | Division Pacifique                           | Division Pacifique                           | Division Pacifique                           | Division Pacifique                           |
| Équipe              | Domicile                                     | Extérieur                                    | Équipe                                       | Domicile                                     | Domicile                                     | Extérieur                                    | Extérieur                                    |
| Chicago             | 102-95                                       | 101-91                                       | Golden State                                 | 98-115                                       | 120-133                                      | 98-144                                       | 113-123                                      |
| Cleveland           | 108-78                                       | 113-94                                       |                                              |                                              |                                              |                                              |                                              |
| Detroit             | 114-82                                       | 97-108                                       | L.A. Lakers                                  | 113-97                                       | 115-104                                      | 102-111                                      | 133-109                                      |
| Indiana             | 102-111                                      | 70-91                                        | Phoenix                                      | 116-98                                       | 109-98                                       | 124-114                                      | 124-118                                      |
| Milwaukee           | 96-97                                        | 101-112                                      | Sacramento                                   | 97-98                                        |                                              | 121-115                                      | 106-98                                       |
|                     | 3–2                                          | 2–3                                          |                                              | 4–3                                          | 4–3                                          | 5–3                                          | 5–3                                          |
| Division            | 5–5                                          | 5–5                                          | Division                                     | 9–6                                          | 9–6                                          | 9–6                                          | 9–6                                          |
| Division Sud-Est    | Division Sud-Est                             | Division Sud-Est                             | Division Sud-Ouest                           | Division Sud-Ouest                           | Division Sud-Ouest                           | Division Sud-Ouest                           | Division Sud-Ouest                           |
| Équipe              | Domicile                                     | Extérieur                                    | Équipe                                       | Domicile                                     | Domicile                                     | Extérieur                                    | Extérieur                                    |
| Atlanta             | 99-84                                        | 115-105                                      | Dallas                                       | 124-104                                      | 112-101                                      | 95-97                                        | 88-90                                        |
| Charlotte           | 124-121 (OT)                                 | 107-102                                      | Houston                                      | 103-122                                      |                                              | 116-140                                      |                                              |
| Miami               | 98-86                                        | 102-98                                       | Memphis                                      | 107-111                                      | 115-106                                      | 99-88                                        | 114-98                                       |
| Orlando             | 105-96                                       | 113-108                                      | La Nouvelle-Orléans                          | 133-105                                      |                                              | 114-96                                       | 98-102                                       |
| Washington          | 133-124                                      | 110-117                                      | San Antonio                                  | 106-101                                      | 97-107                                       | 116-92                                       | 98-87                                        |
|                     | 5–0                                          | 4–1                                          |                                              | 5–3                                          | 5–3                                          | 5–4                                          | 5–4                                          |
| Division            | 9–1                                          | 9–1                                          | Division                                     | 10–7                                         | 10–7                                         | 10–7                                         | 10–7                                         |
| Conférence          | 20–10 (Domicile : 13–2 ; Extérieur : 7–8)    | 20–10 (Domicile : 13–2 ; Extérieur : 7–8)    | Conférence                                   | 29–21 (Domicile : 15–9 ; Extérieur : 14–10)  | 29–21 (Domicile : 15–9 ; Extérieur : 14–10)  | 29–21 (Domicile : 15–9 ; Extérieur : 14–10)  | 29–21 (Domicile : 15–9 ; Extérieur : 14–10)  |
| Total               | 49–31 (Domicile : 28–12 ; Extérieur : 21–19) | 49–31 (Domicile : 28–12 ; Extérieur : 21–19) | 49–31 (Domicile : 28–12 ; Extérieur : 21–19) | 49–31 (Domicile : 28–12 ; Extérieur : 21–19) | 49–31 (Domicile : 28–12 ; Extérieur : 21–19) | 49–31 (Domicile : 28–12 ; Extérieur : 21–19) | 49–31 (Domicile : 28–12 ; Extérieur : 21–19) |

## Effectif actuel
| Clippers de Los Angeles Effectif actuel                     |    |                        |                   |                  |
| Entraîneur : Doc Rivers                                     |    |                        |                   |                  |
| Arrière, Ailier                                             | 9  | Drapeau des États-Unis | Alan Anderson     | Michigan State   |
| Ailier fort                                                 | 30 | Drapeau des États-Unis | Brandon Bass      | LSU              |
| Arrière                                                     | 11 | Drapeau des États-Unis | Jamal Crawford    | Michigan         |
| Meneur                                                      | 2  | Drapeau des États-Unis | Raymond Felton    | Caroline du Nord |
| Ailier fort                                                 | 32 | Drapeau des États-Unis | Blake Griffin (C) | Oklahoma         |
| Ailier fort                                                 | 10 | Drapeau des États-Unis | Brice Johnson     | Caroline du Nord |
| Ailier, Arrière                                             | 33 | Drapeau des États-Unis | Wesley Johnson    | Syracuse         |
| Pivot                                                       | 6  | Drapeau des États-Unis | DeAndre Jordan    | Texas A&M        |
| Ailier, Ailier fort                                         | 12 | Drapeau du Cameroun    | Luc Mbah a Moute  | UCLA             |
| Meneur                                                      | 3  | Drapeau des États-Unis | Chris Paul (C)    | Wake Forest      |
| Ailier, Arrière                                             | 34 | Drapeau des États-Unis | Paul Pierce       | Kansas           |
| Arrière                                                     | 4  | Drapeau des États-Unis | J. J. Redick      | Duke             |
| Arrière                                                     | 25 | Drapeau des États-Unis | Austin Rivers     | Duke             |
| Ailier fort, Pivot                                          | 5  | Drapeau des États-Unis | Marreese Speights | Floride          |
| Pivot, Ailier fort                                          | 0  | Drapeau des États-Unis | Diamond Stone     | Maryland         |
| (C) - Capitaine, - Blessé, (DL) - Joueur envoyé en D-League |    |                        |                   |                  |

## Contrats et salaires 2016-2017
| Joueur            | Poste          | Âge            | Exp            | Contrat                 | Salaire 2015-2016 | Fin du contrat |
| ----------------- | -------------- | -------------- | -------------- | ----------------------- | ----------------- | -------------- |
| Joueurs actuels   |                |                |                |                         |                   |                |
| Alan Anderson     | SG             | 34             | 7              | 1 315 448 $ sur 1 an    | 980,431 $         | 2017           |
| Brandon Bass      | PF             | 31             | 11             | 1 551 659 $ sur 1 an    | 980,431 $         | 2017           |
| Jamal Crawford    | SG             | 36             | 16             | 42 000 000 $ sur 3 ans  | 13 253 012 $      | 2019           |
| Raymond Felton    | PG             | 32             | 11             | 1 551 659 $ sur 1 an    | 980,431 $         | 2017           |
| Blake Griffin     | PF             | 27             | 6              | 94 538 626 $ sur 5 ans  | 20 140 838 $      | 2018           |
| Brice Johnson     | PF             | 22             | 0              | 2 605 080 $ sur 2 ans   | 1 273 920 $       | 2020           |
| Wesley Johnson    | SG             | 29             | 6              | 17 643 780 $ sur 3 ans  | 5 628 000 $       | 2019           |
| DeAndre Jordan    | C              | 28             | 8              | 87 616 050 $ sur 4 ans  | 21 165 675 $      | 2019           |
| Luc Mbah a Moute  | PF             | 30             | 8              | 4 505 135 $ sur 2 ans   | 2 203 000 $       | 2018           |
| Chris Paul        | PG             | 31             | 11             | 107 343 477 $ sur 5 ans | 22 868 828 $      | 2018           |
| Paul Pierce       | SF             | 39             | 18             | 10 583 760 $ sur 3 ans  | 3 527 920 $       | 2018           |
| J. J. Redick      | SG             | 32             | 10             | 27 755 000 $ sur 4 ans  | 7 377 500 $       | 2017           |
| Austin Rivers     | SG             | 26             | 4              | 35 475 000 $ sur 3 ans  | 11 000 000 $      | 2019           |
| Marreese Speights | C              | 29             | 8              | 2 863 580 $ sur 2 ans   | 1 403 611 $       | 2018           |
| Diamond Stone     | C              | 19             | 0              | 1 448 720 $ sur 3 ans   | 543,471 $         | 2018           |
| Total salaire     | Total salaire  | Total salaire  | Total salaire  | Total salaire           | 113 327 068 $     | -              |
| Joueurs coupés    | Joueurs coupés | Joueurs coupés | Joueurs coupés | Joueurs coupés          | 1 412 964 $       | -              |
|                   |                |                |                |                         |                   |                |
| Total             | Total          | Total          | Total          | Total                   | 114 740 032 $     | -              |
| Salary Cap        | Salary Cap     | Salary Cap     | Salary Cap     | Salary Cap              | 94 143 000 $      | - 20 597 032 $ |
| Luxury Tax        | Luxury Tax     | Luxury Tax     | Luxury Tax     | Luxury Tax              | 113 287 000 $     | - 5 374 756 $  |

- 2017 = Joueurs agents libres en fin de saison.
- 2017 = Joueurs agents libres restreint en fin de saison.
- * Contrat non garanti

## Transferts

### Échanges
| Juin            | Juin | Juin                                                                                            | Juin                   |
| --------------- | --- | ----------------------------------------------------------------------------------------------- | ---------------------- |
| 24 juin 2016    | Échange à deux équipes | Échange à deux équipes                                                                          | Échange à deux équipes |
| 24 juin 2016    | Vers Clippers de Los Angeles - Droits sur le 39e choix de la Draft 2016 : David Michineau - Droits sur le 40e choix de la Draft 2016 : Diamond Stone | Vers Pelicans de La Nouvelle-Orléans - Droits sur le 33e choix de la Draft 2016 : Cheick Diallo | [ 2 ]                  |
| Juillet         | |                                                                                                 |                        |
| 15 juillet 2016 | Échange à deux équipes | Échange à deux équipes                                                                          | Échange à deux équipes |
| 15 juillet 2016 | Vers Clippers de Los Angeles - Roy Devyn Marble - Second tour de draft 2020                                                                          | Vers Magic d'Orlando - C. J. Wilcox - Compensation financière                                   | [ 3 ]                  |

### Joueurs qui re-signent
| Joueur           | Contrat                           | Référence |
| ---------------- | --------------------------------- | --------- |
| Jamal Crawford   | Contrat de 42 000 000 $ sur 3 ans | [ 4 ]     |
| Wesley Johnson   | Contrat de 17 643 780 $ sur 3 ans | [ 5 ]     |
| Luc Mbah a Moute | Contrat de 4 505 135 $ sur 2 ans  | [ 6 ]     |
| Austin Rivers    | Contrat de 35 000 000 $ sur 3 ans | [ 7 ]     |

#### Options joueur et équipe
| Joueur         | Option                                                                                    |
| -------------- | ----------------------------------------------------------------------------------------- |
| Wesley Johnson | Décline son option joueur de 1 230 000 $ pour la saison 2016-2017 et devient agent libre. |
| Austin Rivers  | Décline son option joueur de 3 440 000 $ pour la saison 2016-2017 et devient agent libre. |
| Cole Aldrich   | Décline son option joueur de 1 230 000 $ pour la saison 2016-2017 et devient agent libre. |

### Arrivés
| Joueur                               | Contrat                          | Provenance                       | Référence |
| ------------------------------------ | -------------------------------- | -------------------------------- | --------- |
| Brice Johnson (Draft 2016, choix 25) | Contrat de 2 600 000 $ sur 2 ans | Tar Heels de la Caroline du Nord | [ 8 ]     |
| Marreese Speights                    | Contrat de 1 400 000 $ sur 1 an  | Warriors de Golden State         | [ 9 ]     |
| Diamond Stone (Draft 2016, choix 40) | Contrat de 1 440 000 $ sur 2 ans | Terrapins du Maryland            | [ 10 ]    |

### Départs
| Joueur           | Raison départ | Nouvelle équipe ¹         | Référence |
| ---------------- | ------------- | ------------------------- | --------- |
| Cole Aldrich     | Agent libre   | Timberwolves du Minnesota | [ 11 ]    |
| Branden Dawson   | Libéré        | -                         | [ 12 ]    |
| Jeff Green       | Agent libre   | Magic d'Orlando           | [ 13 ]    |
| Roy Devyn Marble | Libéré        | -                         | [ 3 ]     |

¹ Il s'agit de l’équipe pour laquelle le joueur a signé après son départ, il a pu entre-temps changer d'équipe ou encore de pays.